# Magnus Krog
Magnus Krog (* 19. März 1987 in Høydalsmo) ist ein ehemaliger norwegischer Nordischer Kombinierer. Sein größter Erfolg war der Gewinn der Goldmedaille im Staffelwettbewerb bei den Olympischen Winterspielen 2014.

## Werdegang
Krog, der für den Skiclub Høydalsmo startet, gab sein internationales Debüt im B-Weltcup der Nordischen Kombination am 5. Februar 2005 im polnischen Karpacz. Mit Rang 23 gewann Krog auf Anhieb die ersten Punkte. In Vuokatti erreichte er im Sprint im März mit Rang sieben seine erste Top-10-Platzierung. Bei den Nordischen Junioren-Skiweltmeisterschaften 2007 in Tarvis gewann er nach dem siebenten Rang im Einzel die Bronzemedaille mit dem Team im Staffelwettbewerb. Im Sprint wurde er am Ende 13. Bei seinen beiden Starts in seiner Heimat Høydalsmo wurde er im Massenstart und im Gundersen Einzel den 18. Platz. Im Sprint verpasste er als Fünfter nur knapp das Podest. Zum Saisonende in Eisenerz erreichte er mit dem dritten Rang sein erstes Podium. Diesen Platz wiederholte er in Pragelato, bevor er dort auch seinen ersten Sieg erreichte und zudem mit dem Team ganz oben auf dem Podium stand.
Aufgrund dieses Erfolges gab er am 6. Dezember 2008 in Trondheim sein Debüt im Weltcup der Nordischen Kombination. Als 43. und 47. verpasste er die Punkteränge jedoch deutlich. Daraufhin wechselte er im Januar wieder in den zwischenzeitlich umbenannten Continental Cup der Nordischen Kombination, wo er zum Saisonende in Høydalsmo wieder auf dem Podest landete. In der folgenden Saison startete Krog ausschließlich im März 2010 in Høydalsmo und errang zwei zweite Plätze. Daraufhin wechselte er erneut in den Weltcup und verpasste in Oslo als 31. die Punkteränge um nur einen Platz.
Zu Beginn der Saison 2010/11 verpasste er in Lillehammer erneut als 33. die Punkteränge nur um wenige Plätze. Daraufhin startete er in Klingenthal wieder im Continental Cup und stand bereits im zweiten Wettbewerb wieder einen Rang auf dem Podest. Nach drei Siegen in Szczyrk und Kranj und einer erneuten Rückkehr in den Weltcup-Kader. Am 11. März 2011 errang er als 18. seine ersten Weltcup-Punkte. Auch am Folgetag konnte er seine Leistungen als 13. weiter steigern. Beim Grand Prix der Nordischen Kombination im Sommer 2011 war er von Anfang an erfolgreich. Nach einem dritten Rang beim Wettbewerb in Liberec und weiteren guten Platzierungen wurde er am Ende Sechster in der Gesamtwertung.
In die Weltcup-Saison 2011/12 startete Krog mit seinem ersten Weltcup-Sieg im Gundersen-Einzel von der Großschanze. Auch in Ramsau am Dachstein stand er als Zweiter wieder auf dem Podium. Auch in Seefeld in Tirol war er erneut mit zwei Top-10-Platzierungen erfolgreich. In der Vorbereitung zum Weltcup in Oberstdorf brach er sich das Schulterblatt, woraufhin er drei Monate pausieren musste.

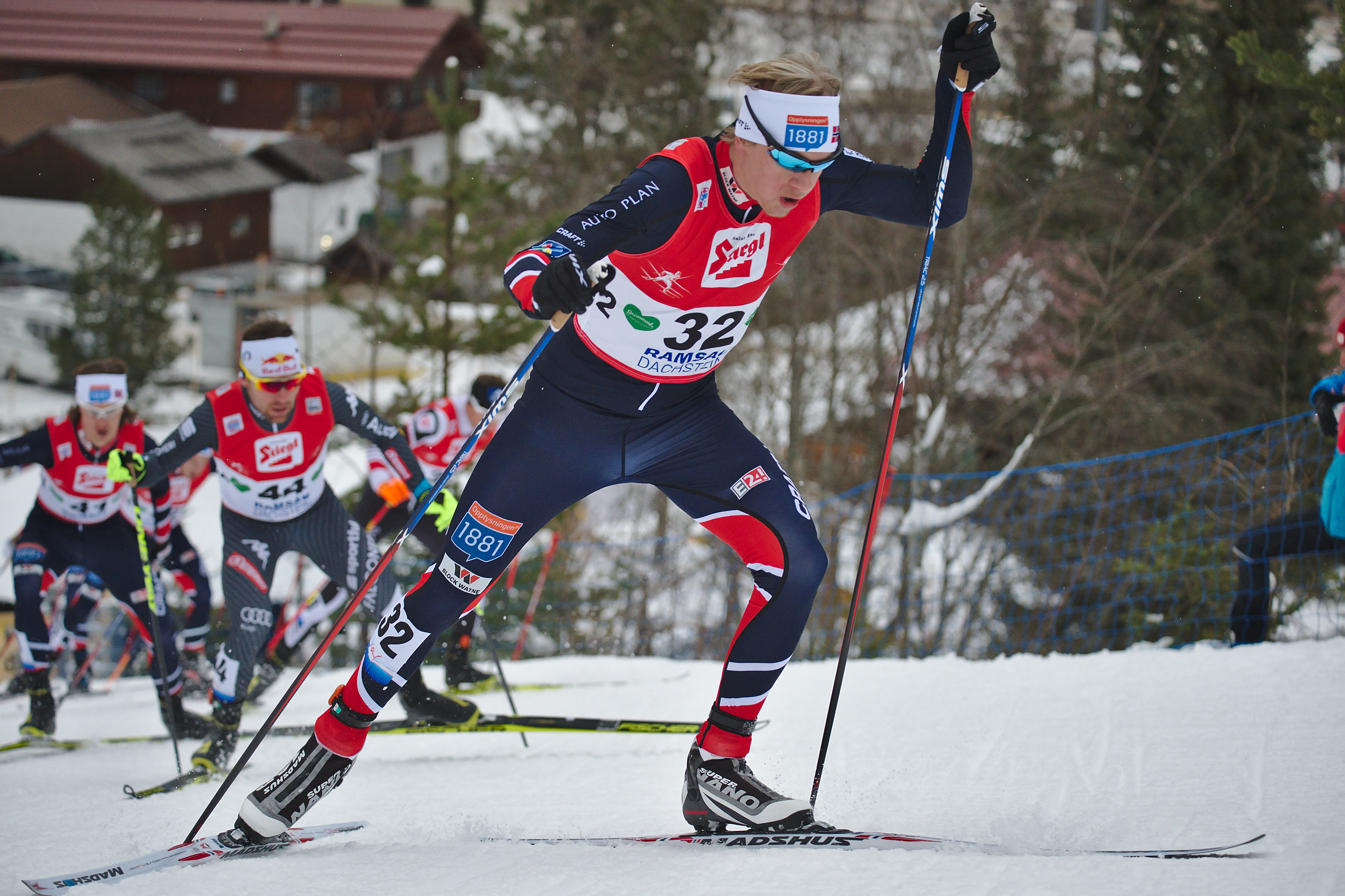
Krog beim Weltcup in Ramsau 2016

Im Februar 2012 feierte er sein Comeback im Weltcup und erreichte als 30. in Liberec auch auf Anhieb wieder die Punkteränge. In Lahti und Oslo landete er auch erstmals wieder unter den besten zwanzig. Die Saison 2012/13 begann er als Neunter in Lillehammer, bevor er kurz darauf in Kuusamo mit dem zweiten Platz wieder das Podest erreichte. Beim Teamweltcup über 2 × 7,5 km auf gleicher Schanze wurde er gemeinsam mit Jan Schmid am Ende Zehnter. In der Folge konnte er sich im Weltcup festigen und erreichte in Sotschi auch wieder eine Platzierung unter den besten zehn.
Bei den Nordischen Skiweltmeisterschaften 2013 im Val di Fiemme gewann er nach einem zehnten Rang im Einzel von der Normalschanze gemeinsam mit Jørgen Graabak, Håvard Klemetsen und Magnus Moan in der Staffel die Silbermedaille. Die Weltmeisterschaften beendete er als 18. im Einzel von der Großschanze. Die Saison beendete er nach einem erneuten achten Rang im Teamweltcup in Lahti als 18. der Weltcup-Gesamtwertung.
Im April 2021 gab Krog sein Karriereende bekannt.

## Erfolge

### Weltcup

#### Weltcupsiege im Einzel
| Nr. | Datum             | Ort           | Disziplin               |
| --- | ----------------- | ------------- | ----------------------- |
| 1.  | 25. November 2011 | Kuusamo       | Gundersen Großschanze   |
| 2.  | 6. Dezember 2015  | Lillehammer   | Gundersen Normalschanze |
| 3.  | 28. Februar 2016  | Val di Fiemme | Gundersen Großschanze   |

#### Weltcupsiege im Team
| Nr. | Datum            | Ort           | Disziplin                |
| --- | ---------------- | ------------- | ------------------------ |
| 1.  | 1. Dezember 2013 | Kuusamo       | Staffel Großschanze 1    |
| 2.  | 26. Februar 2016 | Val di Fiemme | Teamsprint Großschanze 2 |
| 3.  | 4. März 2016     | Schonach      | Staffel Normalschanze 3  |

### Continental Cup / B-Weltcup

#### Continental-Cup-Siege im Einzel
| Nr. | Datum            | Ort       | Disziplin               |
| --- | ---------------- | --------- | ----------------------- |
| 1.  | 16. März 2008    | Pragelato | Sprint Großschanze      |
| 2.  | 13. Februar 2011 | Szczyrk   | Gundersen Normalschanze |
| 3.  | 19. Februar 2011 | Kranj     | Gundersen Normalschanze |
| 4.  | 20. Februar 2011 | Kranj     | Gundersen Normalschanze |

#### B-Weltcup-Siege im Team
| Nr. | Datum         | Ort       | Disziplin                |
| --- | ------------- | --------- | ------------------------ |
| 1.  | 15. März 2008 | Pragelato | Teamsprint Großschanze 1 |

## Statistik

### Platzierungen bei Olympischen Winterspielen
| Jahr und Ort | Wettbewerb   | Wettbewerb   | Wettbewerb | Wettbewerb |
| Jahr und Ort | Gundersen NH | Gundersen LH | Team       |            |
| ------------ | ------------ | ------------ | ---------- | ---------- |
| 2014 Sotschi | 03.          | 12.          | 01.        |            |

### Platzierungen bei Weltmeisterschaften
| 2013 Val die Fiemme | 10. | 18. | 02. | –   |
| 2017 Lahti          | 10. | 11. | 02. | 02. |

### Weltcup-Gesamtplatzierungen
| Saison  | Platz | Punkte |
| ------- | ----- | ------ |
| 2010/11 | 41.   | 033    |
| 2011/12 | 21.   | 373    |
| 2012/13 | 18.   | 264    |
| 2013/14 | 10.   | 368    |
| 2014/15 | 20.   | 188    |
| 2015/16 | 06.   | 666    |
| 2016/17 | 18.   | 323    |
| 2017/18 | 28.   | 171    |
| 2018/19 | 15.   | 357    |
| 2019/20 | 21.   | 171    |
| 2020/21 | 33.   | 061    |

### Grand-Prix-Platzierungen
| Saison | Platz | Punkte |
| ------ | ----- | ------ |
| 2011   | 06.   | 164    |
| 2014   | 17.   | 057    |
| 2017   | 46.   | 016    |
| 2019   | 47.   | 026    |

### Continental-Cup-Platzierungen
| Saison  | Platz | Punkte |
| ------- | ----- | ------ |
| 2004/05 | 54.   | 052    |
| 2007/08 | 03.   | 485    |
| 2008/09 | 34.   | 183    |
| 2009/10 | 32.   | 160    |
| 2010/11 | 02.   | 654    |